# Иваниха (бывший Михайловский сельсовет, Юрьевецкий район)
Иваниха — деревня в Юрьевецком районе Ивановской области России. Входит в муниципальное образование Михайловское сельское поселение.
Расположена на правом берегу Волги, с востока от деревни Ильинское, в 10 км к северу от административного центра сельского поселения — деревни Михайлово.

## История
Иваниха входила в Михайловский сельсовет; в 1992 году сельсовет переименован в сельскую администрацию, С 25 февраля 2005 года в соответствии с Законом Ивановской области № 54-ОЗ деревня вошла во вновь образованное Михайловское сельское поселение.

## Население
| 2010 |
| ---- |
| 2    |